# Hors de contrôle
Pour plus de détails, voir Fiche technique et Distribution.
Hors de contrôle, ou La Frontière des ténèbres au Québec (Edge of Darkness), est un film américano-britannique réalisé par Martin Campbell, et sorti en 2010.
C'est l'adaptation de la mini-série télévisée britannique Edge of Darkness (en) diffusée en 1986 sur l'antenne de la BBC et déjà réalisée à l'époque par Martin Campbell, avec Bob Peck dans le rôle principal.
Le film a reçu des critiques mitigées de la part des critiques, bien que les performances de Gibson et de Winstone aient été saluées, et rencontre un échec commercial.

## Synopsis
La fille de Thomas Craven, un inspecteur de police de Boston, est assassinée. Il mène l'enquête et découvre que son meurtre est lié à une affaire de corruption au sein même de la ville. L'agent Darius Jedburgh est envoyé sur les lieux et tente d'effacer les preuves de l'implication du gouvernement dans cette affaire.

## Fiche technique
Sauf indication contraire, les informations mentionnées dans cette section peuvent être confirmées par la base de données cinématographiques IMDb,  présente dans la section « Liens externes ».
- Titre original : Edge of Darkness
- Titre français : Hors de contrôle
- Titre québécois : La Frontière des ténèbres
- Réalisation : Martin Campbell
- Scénario : William Monahan et Andrew Bovell, d'après la série Edge of Darkness (en) créée par Troy Kennedy-Martin
- Musique : Howard Shore
- Directeur artistique : Greg Berry, Suzan Wexler et Mark Satterlee
- Décors : Phil Meheux
- Costume : Lindy Hemming
- Photographie : Phil Meheux
- Montage : Stuart Baird
- Production : Tim Headington, Graham King, Michael Wearing
  - Producteurs délégués : Gail Lyon, Danton Rissne, David M. Thompson, E. Bennett Walsh, Suzanne Warren
- Sociétés de production : GK Films, BBC Film et Icon Productions
- Sociétés de distribution : Warner Bros. (États-Unis), Metropolitan Filmexport (France)
- Budget : 80 millions de dollars
- Format : Couleur - 2,35:1 - 35mm - DTS - Dolby Digital - SDDS
- Langue originale : anglais
- Pays de production :  États-Unis,  Royaume-Uni
- Genre : Thriller, policier
- Dates de sortie[1] :
  - États-Unis, Royaume-Uni : 29 janvier 2010
  - France : 17 février 2010
- Déconseillé aux moins de 12 ans.

## Distribution
- Mel Gibson (VF : Jacques Frantz, VQ : Hubert Gagnon) : inspecteur Thomas « Tomy » Craven
- Ray Winstone (VF : Patrick Raynal, VQ : Sylvain Hétu) : Darius Jedburgh, conseiller en sécurité nationale
- Danny Huston (VF : Michel Dodane, VQ : François Godin) : Jack Bennett
- Caterina Scorsone (VF : Sylvie Jacob, VQ : Nadia Paradis) : Melissa
- Jay O. Sanders (VF : Patrick Messe, VQ : Jean-Luc Montminy) : Whitehouse
- Frank Grillo : l'agent One
- Bojana Novakovic (VF : Marie-Eugénie Maréchal, VQ : Catherine Hamann) : Emma Craven
- Shawn Roberts (VF : Stéphane Pouplard, VQ : Jean-François Beaupré) : David Burnham
- Wayne Duvall (VF : Richard Leblond) : le chef de la police
- Denis O'Hare (VF : Nicolas Marié) : Moore
- Damian Young (VF : Éric Herson-Macarel, VQ : Daniel Picard) : le sénateur Jim Pine
- Peter Hermann (VF : Constantin Pappas) : Sanderman

## Production

### Choix des interprètes
Robert De Niro devait tenir le rôle de Darius Jedburgh, mais il quitta le projet après quelques jours de tournage « en raison de certains différents artistiques. »

### Tournage
Le tournage a lieu à Boston (East Boston, South Station, Charlestown, ...) et dans d'autres villes du Massachusetts (South Deerfield, Malden, Merrimac, Manchester-by-the-Sea, Medford, Rockport, Northampton, Lincoln, Lynn, ...)

## Accueil

### Critique
Sur Rotten Tomatoes, le film a une cote d'approbation de 55 % sur la base de 217 critiques et une note moyenne de 5,9/10. Le consensus critique du site Web se lit comme suit : "Pour le meilleur et pour le pire, Hors de contrôle offre un Mel Gibson vintage, travaillant dans le cadre familier d'un thriller de vengeance sanglant"." Sur Metacritic, le film a un score moyen pondéré de 55 sur 100 basé sur 34 critiques, indiquant des "critiques mitiges ou moyennes". Le public interrogé par CinemaScore a donné au film une note moyenne de "B+" sur une échelle de A+ à F.

### Box-office
Lors de son premier week-end, le film a ouvert le numéro deux, rapportant 17,1 millions de dollars derrière Avatar. Le film a rapporté 43,3 millions de dollars aux États-Unis et au Canada et 37,8 millions de dollars dans d'autres pays pour un total mondial de 81,1 millions de dollars, contre un budget de 80 millions de dollars.